# Smethport
Smethport es un borough ubicado en el condado de McKean en el estado estadounidense de Pensilvania. En el año 2000 tenía una población de 1,684 habitantes y una densidad poblacional de 389 personas por km². Smethport es además la sede del condado.

## Geografía
Smethport se encuentra ubicado en las coordenadas 41°48′36″N 78°26′42″O / 41.81000, -78.44500

## Demografía
Según la Oficina del Censo en 2000 los ingresos medios por hogar en la localidad eran de $34,934 y los ingresos medios por familia eran $42,153. Los hombres tenían unos ingresos medios de $30,962 frente a los $22,159 para las mujeres. La renta per cápita para la localidad era de $17,297. Alrededor del 8% de la población estaba por debajo del umbral de pobreza.